# Sobralia buchtienii
Sobralia buchtienii är en orkidéart som beskrevs av Rudolf Schlechter. Sobralia buchtienii ingår i släktet Sobralia och familjen orkidéer.
Artens utbredningsområde är Bolivia. Inga underarter finns listade i Catalogue of Life.